# Aeropuerto Internacional de Acapulco
El Aeropuerto Internacional General Juan N. Álvarez o Aeropuerto Internacional de Acapulco (Código IATA: ACA, Código OACI: MMAA, Código DGAC: ACA), es un aeropuerto internacional localizado aproximadamente a 26 kilómetros del centro de la ciudad de Acapulco, en la costa del Pacífico de México. El aeropuerto se localiza en la zona turística de Acapulco Diamante.

## Historia
Fue en 1929 cuando se iniciaron los vuelos comerciales en Acapulco, instalándose el campo de aterrizaje casi frente a la Playa Hornos, cercano a lo que después fue "Hotel Papagayo" y hoy parque público para los niños. En ese sitio actualmente se encuentra la llamada Gran Plaza y corresponde más apropiadamente a la avenida universidad.
Durante ese tiempo, Acapulco seguía creciendo y urgía un aeropuerto que no ocasionara tantos riesgos y accidentes mortales. Los técnicos localizaron una amplia superficie entre mar y laguna, en Pie de la Cuesta por lo que en 1945 se construyó el primer aeropuerto de la zona.
En 1947, se comenzaron los trabajos para la construcción de la Costera, una avenida que sería inaugurada por el entonces presidente, Miguel Alemán Valdés, a la cual en un principio se le bautizó con el nombre de Nicolás Bravo pero posteriormente se le renombra solo como Miguel Alemán, además a consecuencia del crecimiento de la población, al auge de este destino turístico, y a la creación de varios hoteles, se proyectó un nuevo aeropuerto en Plan de los Amates donde comenzaron a llegar los jets, pero luego se elevó a rango internacional en el gobierno del presidente Gustavo Díaz Ordaz, que lo inauguró en 1967, con el nombre de Juan Álvarez. El antiguo aeropuerto sería entregado el 23 de abril de 1955 a la Secretaría de la Defensa Nacional, esto para que lo fuera operado la Fuerza Aérea Mexicana.
En 2013, la tormenta tropical Manuel causó graves inundaciones a las instalaciones del aeropuerto, resultando en la suspensión de las actividades del aeropuerto, donde una gran cantidad de personas se vieron afectadas con la suspensión de vuelos.

## Información
En 2022, Acapulco recibió a 838,991 pasajeros, mientras que en 2023 recibió a 894,012 pasajeros según datos publicados por Grupo Aeroportuario Centro Norte.
Como parte de su programa de modernización, se amplió el área de mostradores de aerolíneas chárter que permiten agilizar la documentación de los casi 100 000 pasajeros que visitan esta ciudad en este tipo de vuelos.
A causa de que Acapulco ha sido siempre considerado un importante destino turístico, el Aeropuerto Internacional General Juan N. Álvarez ha sido una de las claves del desarrollo turístico en el sur de México. Es el aeropuerto más grande en la zona del Pacífico Sur del país. Hay vuelos diariamente desde la Ciudad de México, así como desde otros destinos, principalmente de Estados Unidos y Canadá. Existen vuelos chárter de temporada, desde Gran Bretaña y Alemania, sobre todo en el embarque y desembarque de cruceros turísticos.
El aeropuerto cuenta con 448.69 ha (hectáreas) de terreno.
El aeropuerto cuenta con la exclusiva sala, el  OMA Premium Lounge.
El aeropuerto fue nombrado en honor de Juan N. Álvarez Hurtado, militar mexicano que fue pieza clave durante la mayoría de los conflictos armados de principio del México independiente, gobernador de Guerrero y presidente de México.

## Terminal

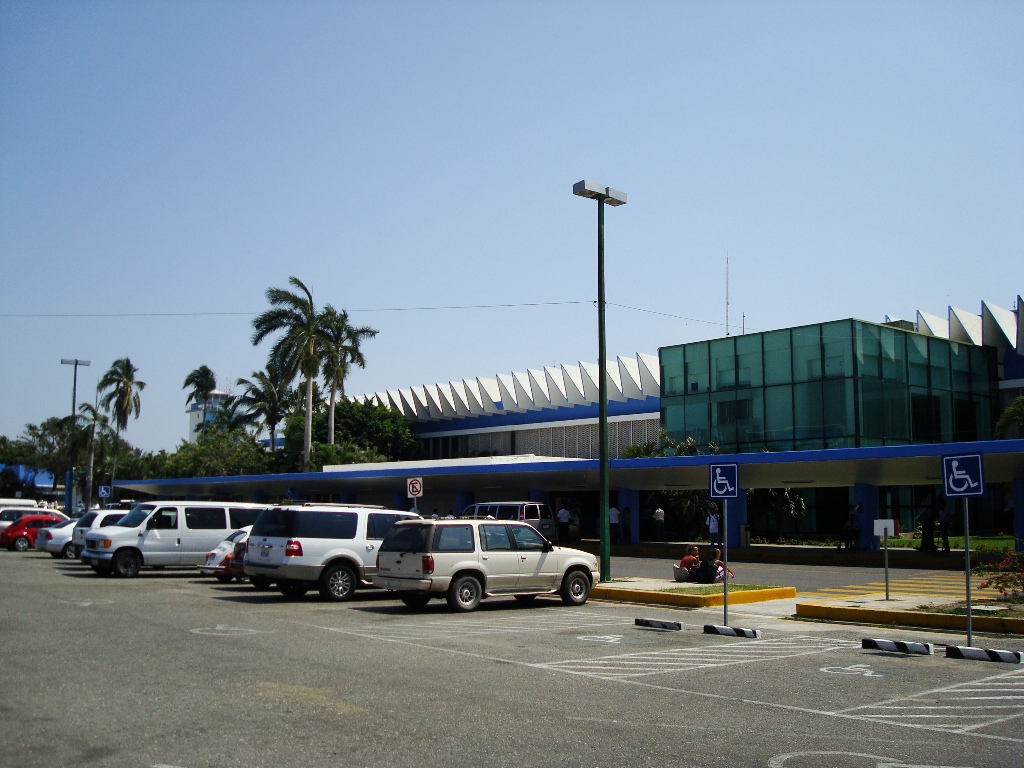
Fachada de la Antigua Terminal.

### Antigua terminal
La antigua terminal tenía 19 943 m² (metros cuadrados), cuya pista tenía una capacidad de 40 operaciones por hora. La antigua terminal contaba con todos los servicios para pasajeros, incluyendo restaurantes y salones vip. Desde la inauguración de la nueva terminal, la antigua dejó de funcionar.

### Nueva terminal
Grupo Aeroportuario Centro Norte (OMA) anunció una nueva terminal aérea para el Aeropuerto Internacional General Juan N. Álvarez de Acapulco. Invirtió 547 millones de pesos para la construcción de la nueva terminal aérea, la cual fue inaugurada el 25 de mayo de 2018. Cuenta con 2 niveles. Dicha rehabilitación se desarrolló en 2 fases, y tiene 18 800 m² (metros cuadrados), con capacidad de 1.3 millones de pasajeros, y con un aforo en plataforma de 24 aeronaves comerciales en operación al mismo tiempo por año (con posibilidad de 2 millones a mediano plazo). La obra dio inicio en el mes de julio de 2016.
Este proyecto forma parte del Plan Maestro de Desarrollo de Acapulco, lo que contribuirá con la promoción de este destino turístico, además de mejorar la conectividad del destino y atraer nuevos vuelos.

## Aerolíneas y destinos

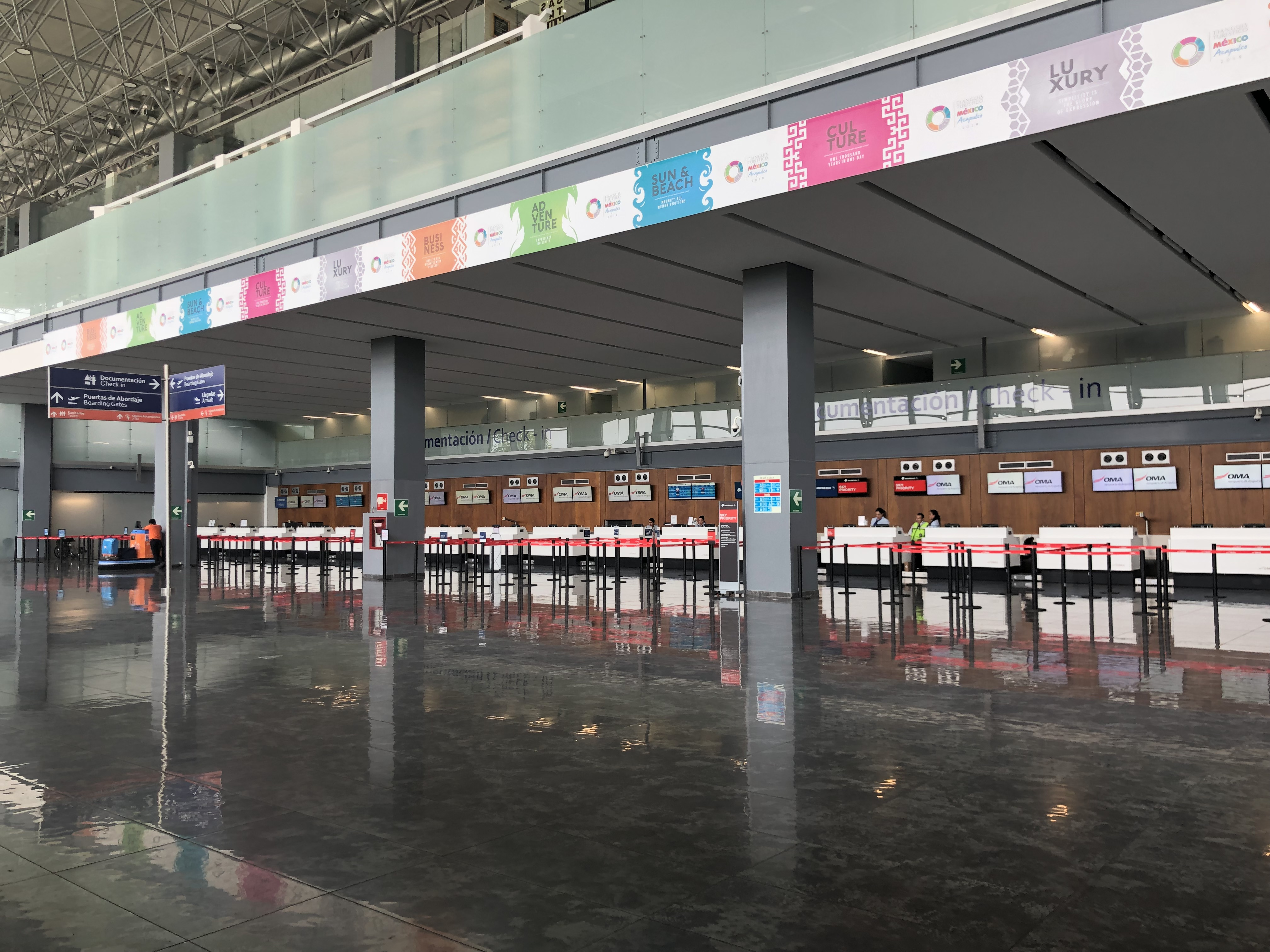
Área de documentación de la Nueva Terminal del aeropuerto.

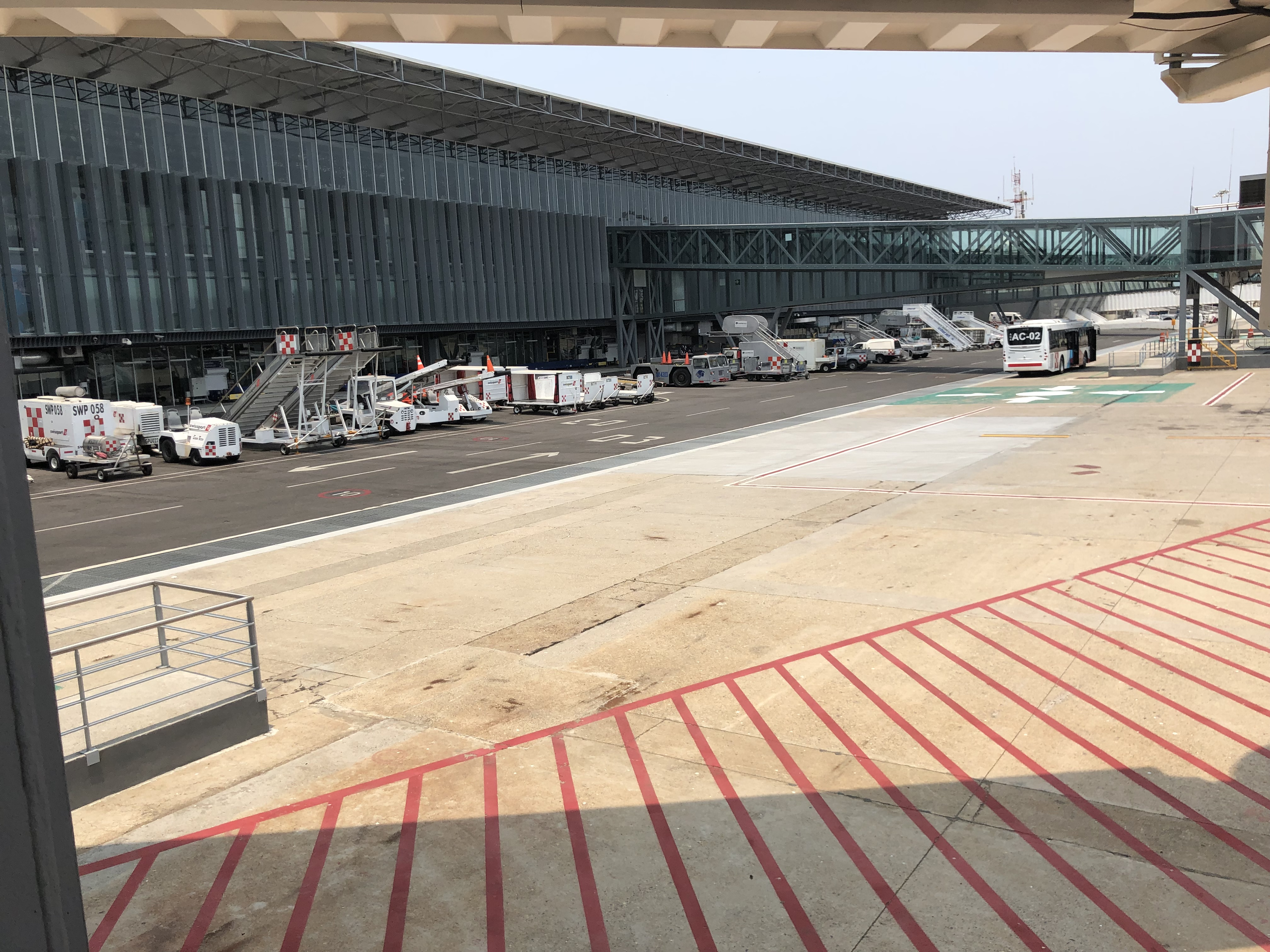
Lado Aire de la Nueva Terminal del aeropuerto.

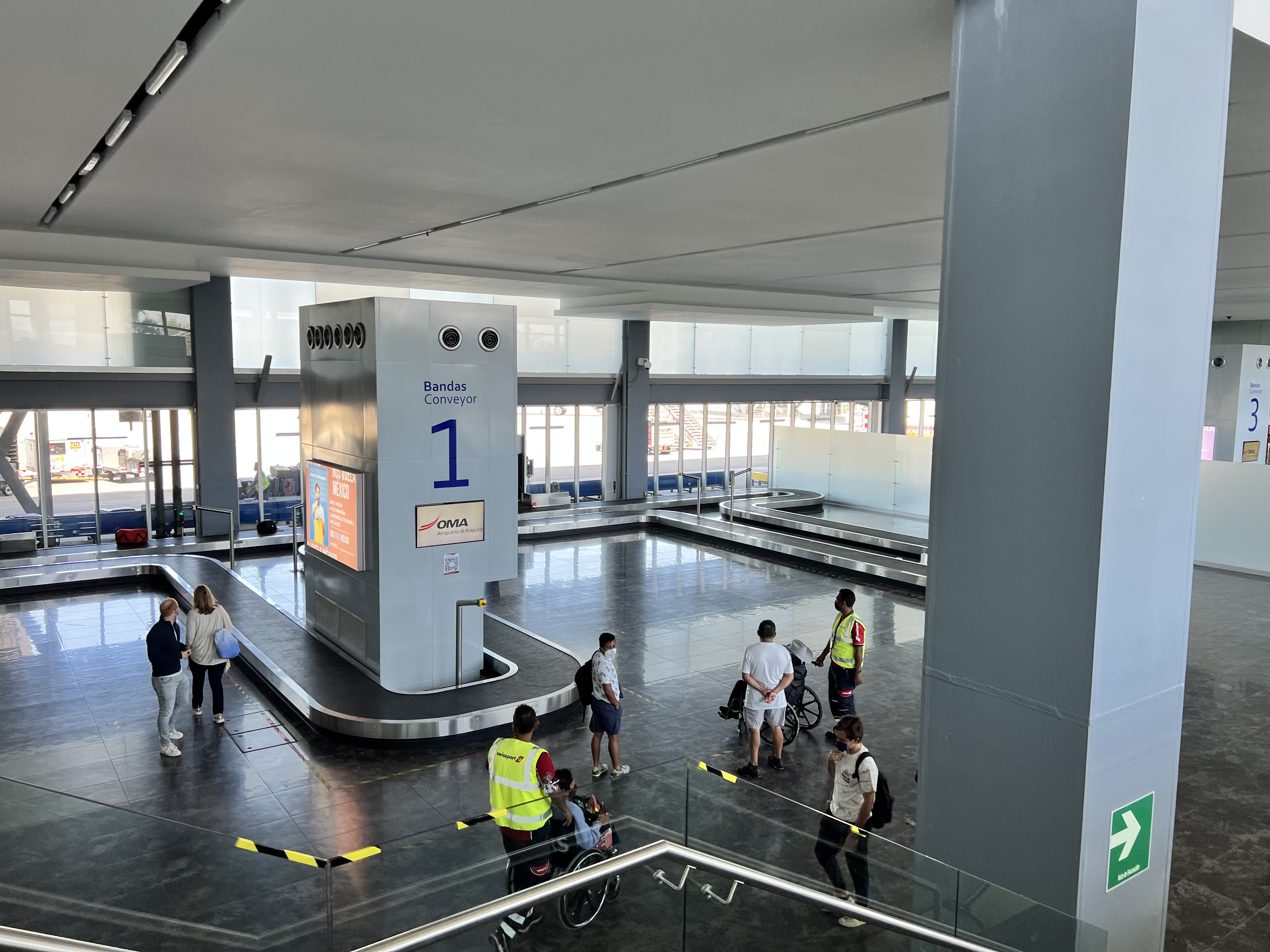
Bandas de reclamo de equipaje el aeropuerto.

### Pasajeros

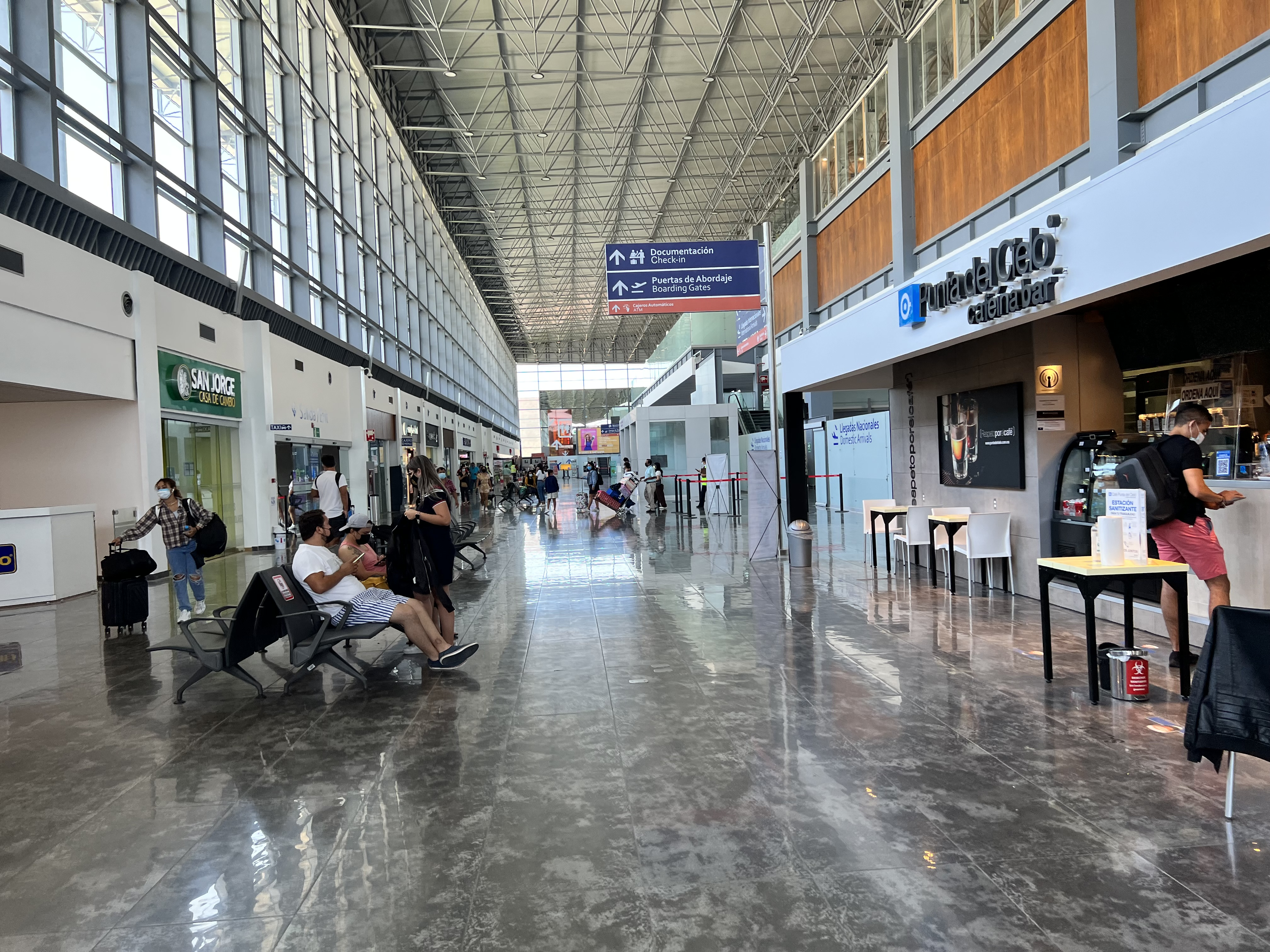
Pasillo principal del aeropuerto

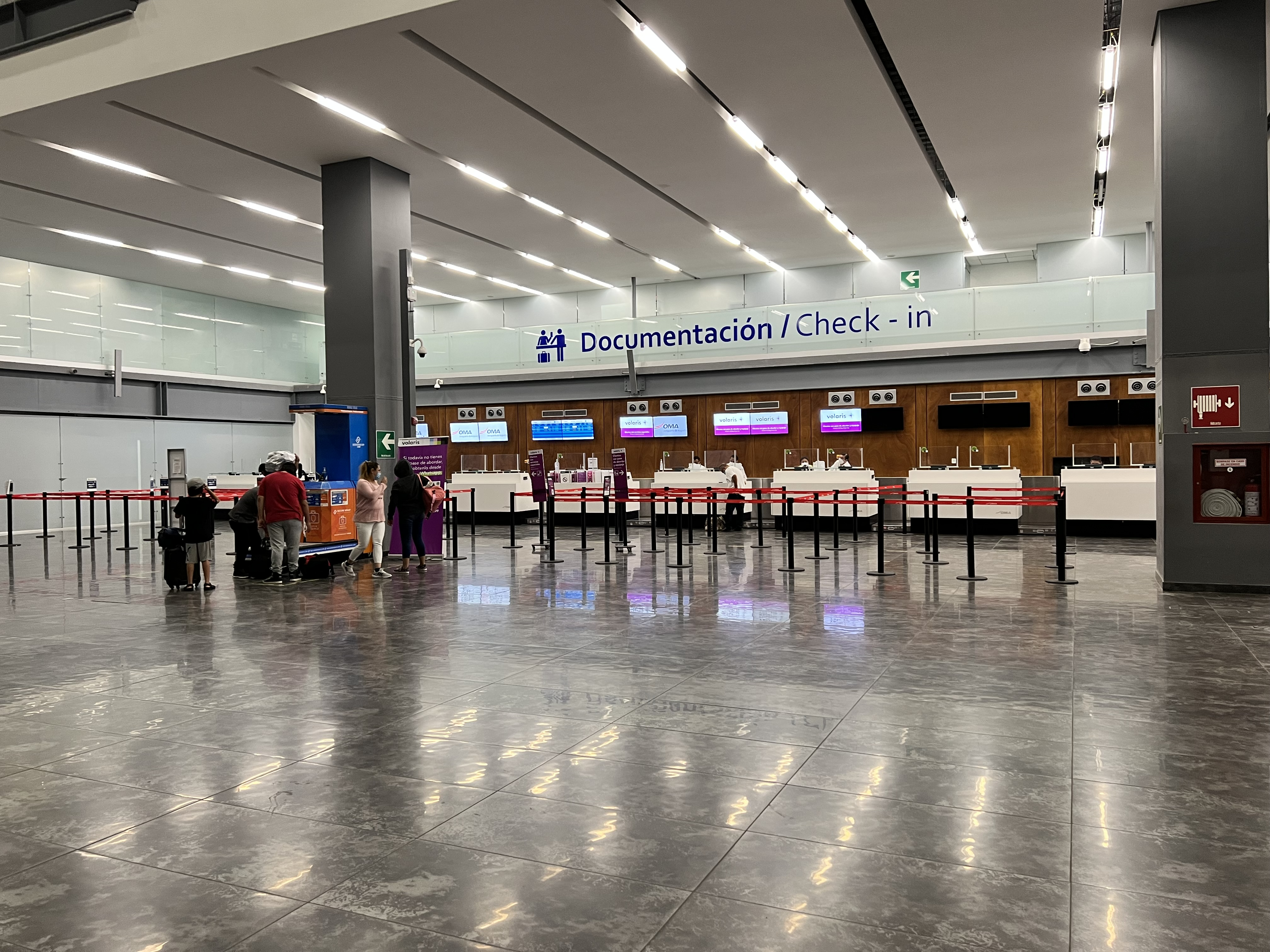
Mostradores de documentación del aeropuerto.

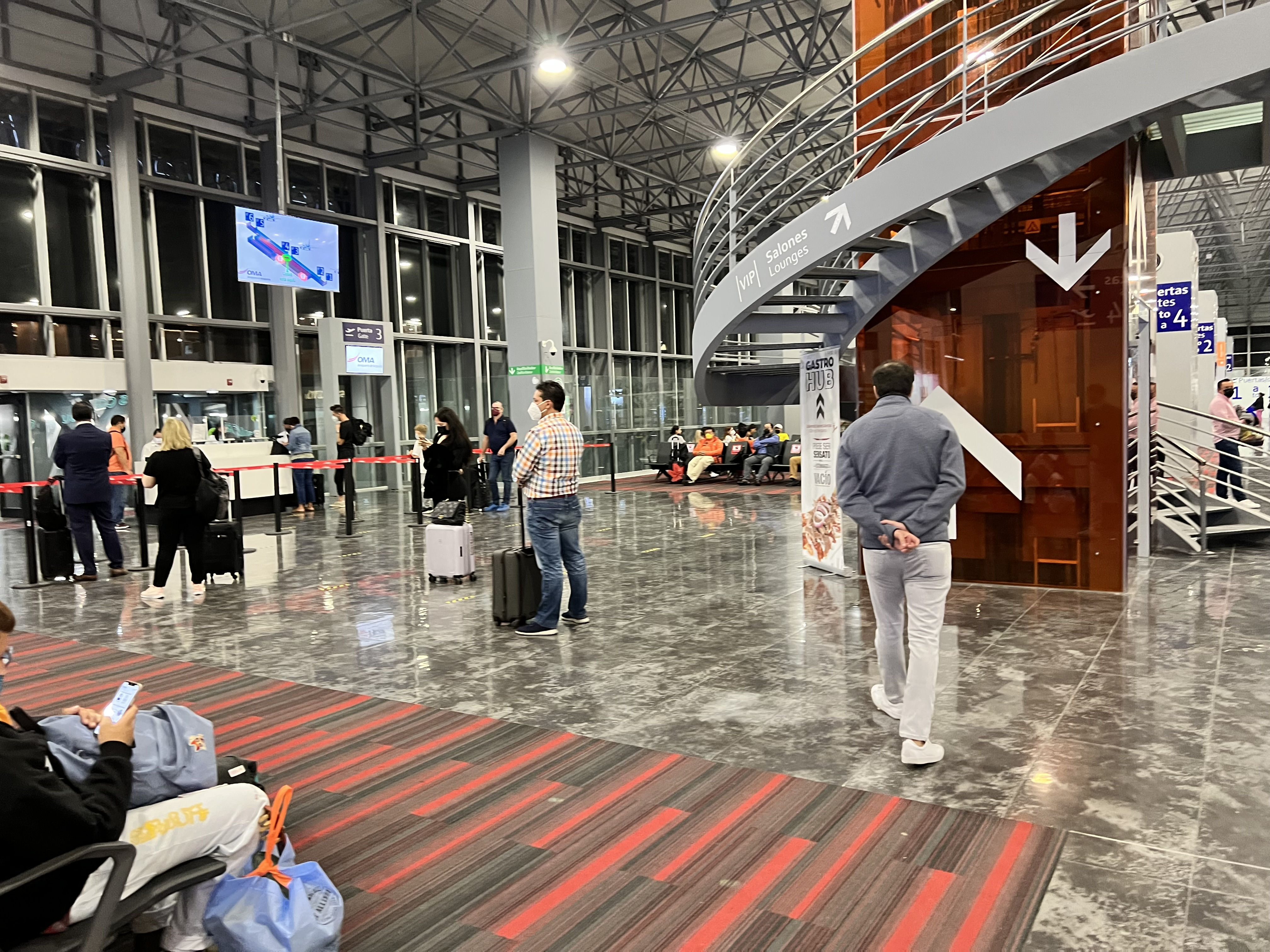
Sala de última espera del aeropuerto.

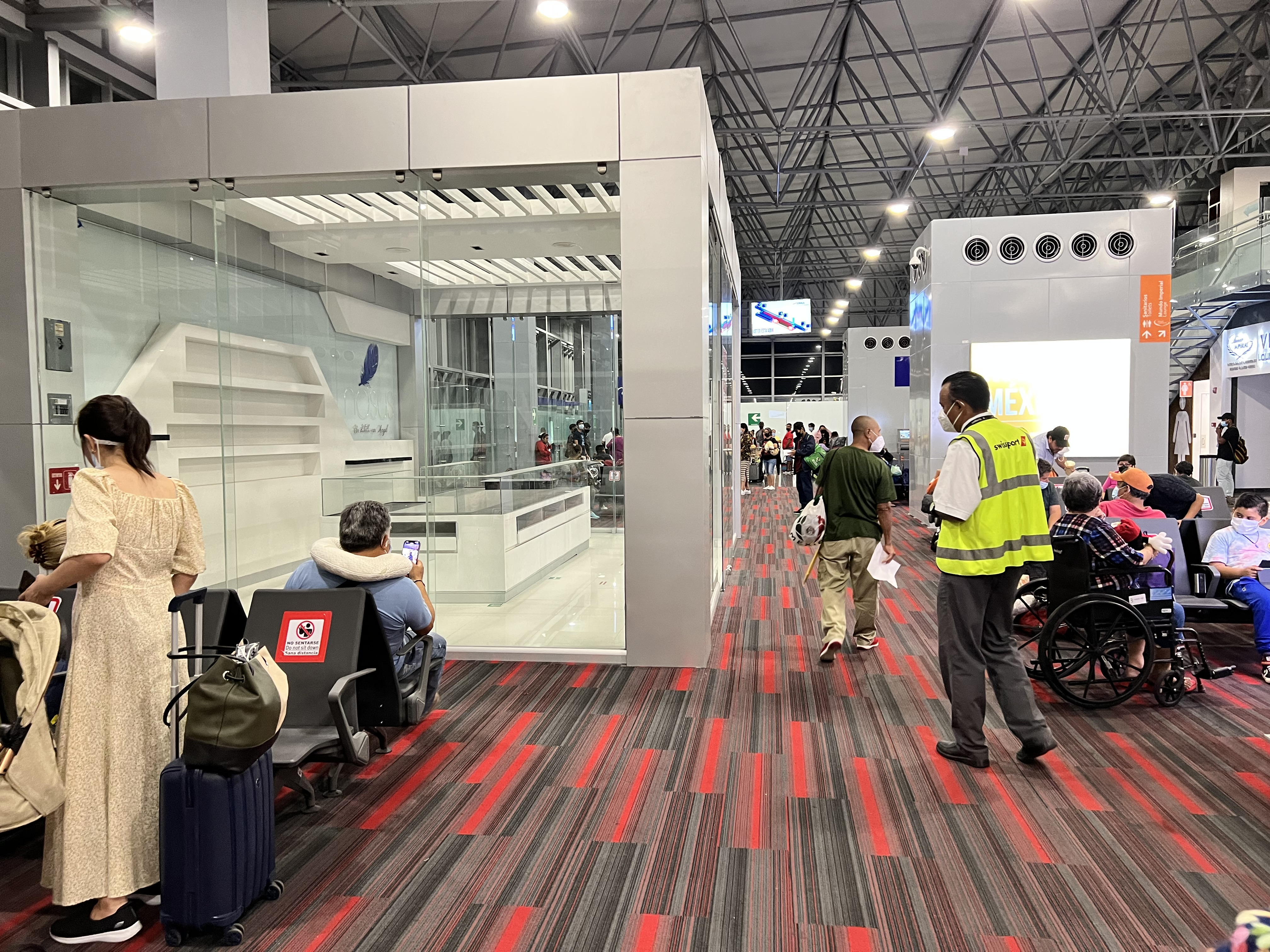
Sala de última espera del aeropuerto.

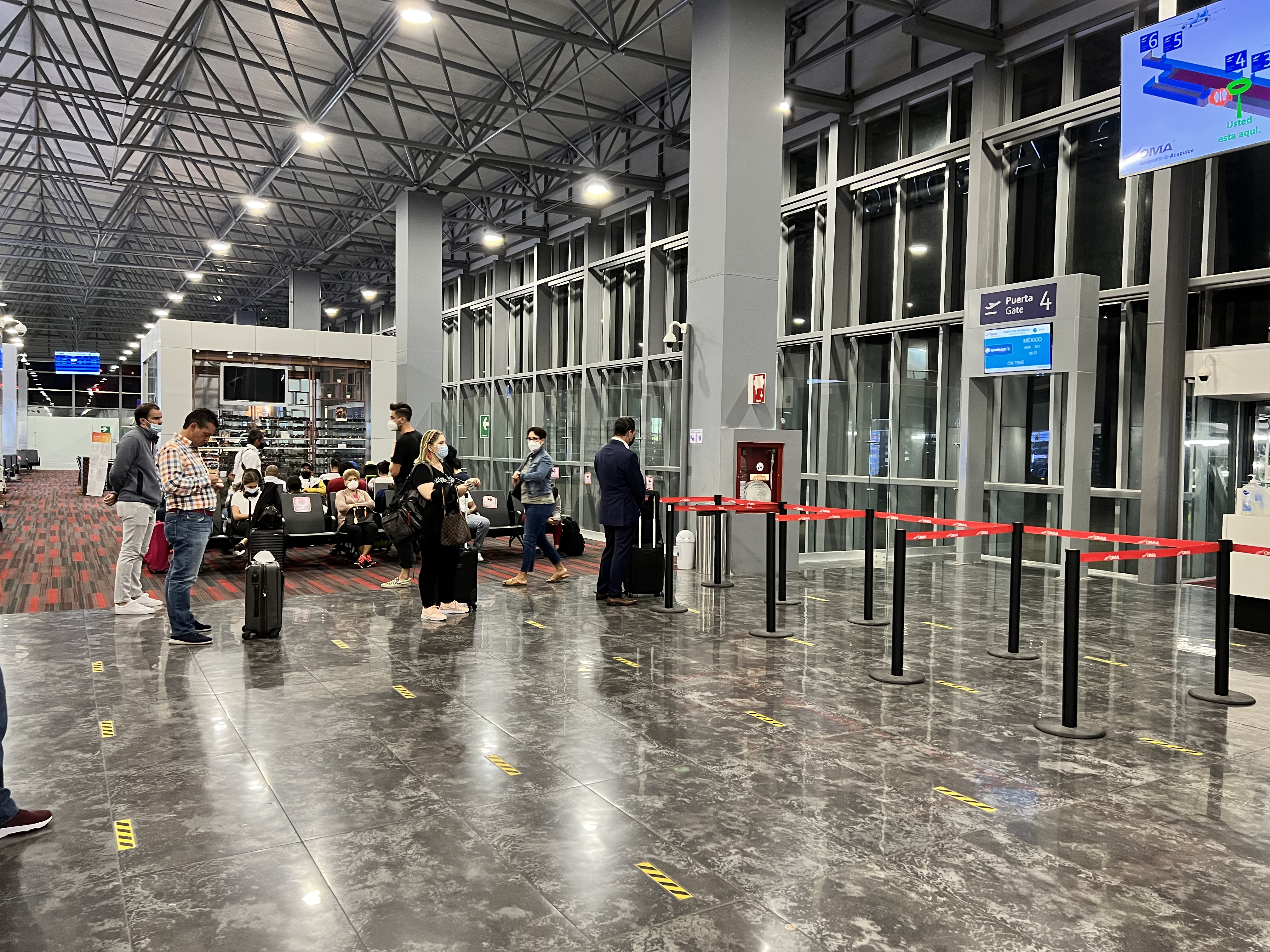
Sala de última espera del aeropuerto.

| Destinos por aerolínea                                                                              | Destinos por aerolínea                        | Destinos por aerolínea |
| Aerolínea                                                                                           | Destinos                                      | Alianza                |
| --------------------------------------------------------------------------------------------------- | --------------------------------------------- | ---------------------- |
| Aeroméxico                                                                                          | Ciudad de México                              | SkyTeam                |
| Aeroméxico Connect                                                                                  | Ciudad de México                              | SkyTeam                |
| Air Transat                                                                                         | Estacional: Montreal-Trudeau                  | N/A                    |
| American Eagle                                                                                      | Estacional: Dallas/Fort Worth                 | Oneworld               |
| Magnicharters                                                                                       | Monterrey                                     | N/A                    |
| Sunwing Airlines                                                                                    | Estacional: Montreal-Trudeau, Toronto–Pearson | N/A                    |
| United Express                                                                                      | Estacional: Houston-Intercontinental          | Star Alliance          |
| Viva                                                                                                | Ciudad de México–AIFA, Monterrey              | N/A                    |
| Volaris                                                                                             | Ciudad de México, Guadalajara, Tijuana        | N/A                    |
| Total: 9 destinos (5 nacionales, 4 internacionales), 9 aerolíneas (5 nacionales, 4 internacionales) |                                               |                        |

### Destinos nacionales
Se brinda servicio a 5 ciudades dentro del país, a cargo de 5 aerolíneas. El destino de Aeroméxico también es operado por Aeroméxico Connect.
| Ciudad de México (MEX) | • |   | • |   |   | 2 |
| Ciudad de México (NLU) |   | • |   |   |   | 1 |
| Guadalajara (GDL)      | • |   |   |   |   | 1 |
| Monterrey (MTY)        |   | • |   | • |   | 2 |
| Tijuana (TIJ)          | • |   |   |   |   | 1 |
| Total                  | 3 | 2 | 1 | 1 | 0 | 5 |

### Destinos internacionales
Se brinda servicio a 4 ciudades extranjeras, 2 en Estados Unidos (estacionales) y 2 a Canadá (estacionales), a cargo de 4 aerolíneas.
| Ciudades                                                 | Nombre del aeropuerto                           | Aerolíneas                                               |              |
| Norteamérica                                             | Norteamérica                                    | Norteamérica                                             | Norteamérica |
| -------------------------------------------------------- | ----------------------------------------------- | -------------------------------------------------------- | ------------ |
| Canadá (2 destinos [estacionales], 2 aerolíneas)         |                                                 |                                                          |              |
| Montreal                                                 | Aeropuerto Internacional Pierre Elliott Trudeau | Air Transat (Estacional) / Sunwing Airlines (Estacional) |              |
| Toronto                                                  | Aeropuerto Internacional Toronto Pearson        | Sunwing Airlines (Estacional)                            |              |
| Estados Unidos (2 destinos [estacionales], 2 aerolíneas) |                                                 |                                                          |              |
| Dallas                                                   | Aeropuerto Internacional de Dallas-Fort Worth   | American Eagle (Estacional)                              |              |
| Houston                                                  | Aeropuerto Intercontinental George Bush         | United Express (Estacional)                              |              |
| Total: 4 destinos (estacionales), 2 países, 4 aerolíneas |                                                 |                                                          |              |

## Estadísticas de tráfico

### Tráfico anual
La siguiente es una lista de pasajeros por año del Aeropuerto Internacional General Juan N. Álvarez desde el 2000 según informes mensuales del Grupo Aeroportuario Centro Norte de México, y las estadísticas de las rutas aéreas nacionales e internacionales más transcurridas según informes de la Secretaría de Comunicaciones y Transportes.
| Año  | Pasajeros | Pasajeros | Puesto en México |
| Año  | Totales   | %         | Puesto en México |
| ---- | --------- | --------- | ---------------- |
| 2000 | 1 018 288 | —         | —                |
| 2001 | 940 197   | 7.6 %     | —                |
| 2002 | 793 420   | 15.6 %    | —                |
| 2003 | 774 349   | 2.4 %     | —                |
| 2004 | 821 301   | 6.0 %     | —                |
| 2005 | 880 190   | 7.1 %     | —                |
| 2006 | 994 393   | 13.0 %    | —                |
| 2007 | 1 057 332 | 6.3 %     | —                |
| 2008 | 1 087 974 | 2.9 %     | —                |
| 2009 | 839 048   | 22.9 %    | 14.º             |
| 2010 | 736 878   | 12.2 %    | 16.º             |
| 2011 | 596 326   | 19.1 %    | 19.º             |
| 2012 | 546 951   | 8.2 %     | 21.º             |
| 2013 | 617 079   | 12.9 %    | 19.º             |
| 2014 | 631 570   | 2.3 %     | 21.º             |
| 2015 | 730 382   | 15.7 %    | 20.º             |
| 2016 | 718 493   | 1.7 %     | 21.º             |
| 2017 | 685 124   | 4.6 %     | 26.º             |
| 2018 | 739 120   | 9.69 %    | 24.º             |
| 2019 | 875 315   | 18.43 %   | 24.º             |
| 2020 | 395 948   | 54.8 %    | 25°              |
| 2021 | 670 239   | 69.3 %    | 23.º             |
| 2022 | 838 991   | 25.2 %    | 24.º             |
| 2023 | 894 012   | 6.6 %     | 29.º             |
| 2024 | 604 464   | 32.38 %   | 35.º             |

### Rutas más transitadas
| Número | Ciudad                   | Pasajeros | Ranking     | Aerolínea                                     |
| ------ | ------------------------ | --------- | ----------- | --------------------------------------------- |
| 1      | Ciudad de México         | 128,322   | Sin cambios | Aeroméxico, Aeroméxico Connect, Viva, Volaris |
| 2      | Tijuana, Baja California | 76,558    | Sin cambios | Volaris                                       |
| 3      | Guadalajara, Jalisco     | 52,870    | Sin cambios | Volaris                                       |
| 4      | Valle de México          | 19,142    | Sin cambios | Mexicana, Viva                                |
| 5      | Monterrey, Nuevo León    | 7,068     | Sin cambios | Magnicharters, Viva                           |
| 6      | Houston,Texas            | 1,873     | 2           | United Airlines                               |

## Instalaciones
La zona comercial del aeropuerto, se ha convertido en un polo comercial donde destacan los siguientes establecimientos.

### Hoteles
- Mundo Imperial Lounge
- Vidanta Resorts

### Restaurantes
- Café Punta del Cielo
- Corona Isla Bar
- Gastro Hub
- Starbucks
- Wings

### Transporte terrestre
- Paraíso
- Taxis del aeropuerto

## Accidentes e incidentes
- El 23 de octubre de 2019, una aeronave Cessna 401A con matrícula XB-JZF que operaba un vuelo privado entre el Aeropuerto de Durango y el Aeropuerto de Acapulco se precipitó a tierra durante su fase de crucero en el municipio de Madero, Michoacán, estrellándose con un río y matando a las 6 personas a bordo.[14][15]

- El 28 de marzo de 2022 una aeronave Beechcraft C90A King Air con matrícula N426EM propiedad de Bank of Utah que operaba un vuelo entre el Aeropuerto de Acapulco y el Aeropuerto de Puebla se estrelló en un supermercado de Bodega Aurrera en Temixco tras solicitar aterrizar en el Aeropuerto de Cuernavaca. La aeronave sufrió falla en ambos motores, precipitándose a tierra y estrellándose contra dicho inmueble, matando a 3 de sus 5 ocupantes.[16][17]

## Aeropuertos cercanos
Los aeropuertos más cercanos son:
- Aeropuerto Internacional de Ixtapa-Zihuatanejo (214 km)
- Aeropuerto Internacional General Mariano Matamoros (246 km)
- Aeropuerto Internacional Lic. Adolfo López Mateos (288 km)
- Aeropuerto Nacional de Lázaro Cárdenas (294 km)
- Aeropuerto Internacional de Puebla (303 km)

## Aerolíneas que volaban anteriormente
| - Aeromar - Air Canada - Alaska Airlines - Alitalia - Braniff International - Continental Airlines - CP AIR | - Delta Air Lines - Eastern Air Lines - Líneas Aéreas Azteca - LTU - Mexicana de Aviación - MexicanaClick - MexicanaLink | - Northwest Airlines - Interjet - TAESA - TAR - US Airways - Western Airlines |